# عکاسی گزینشی

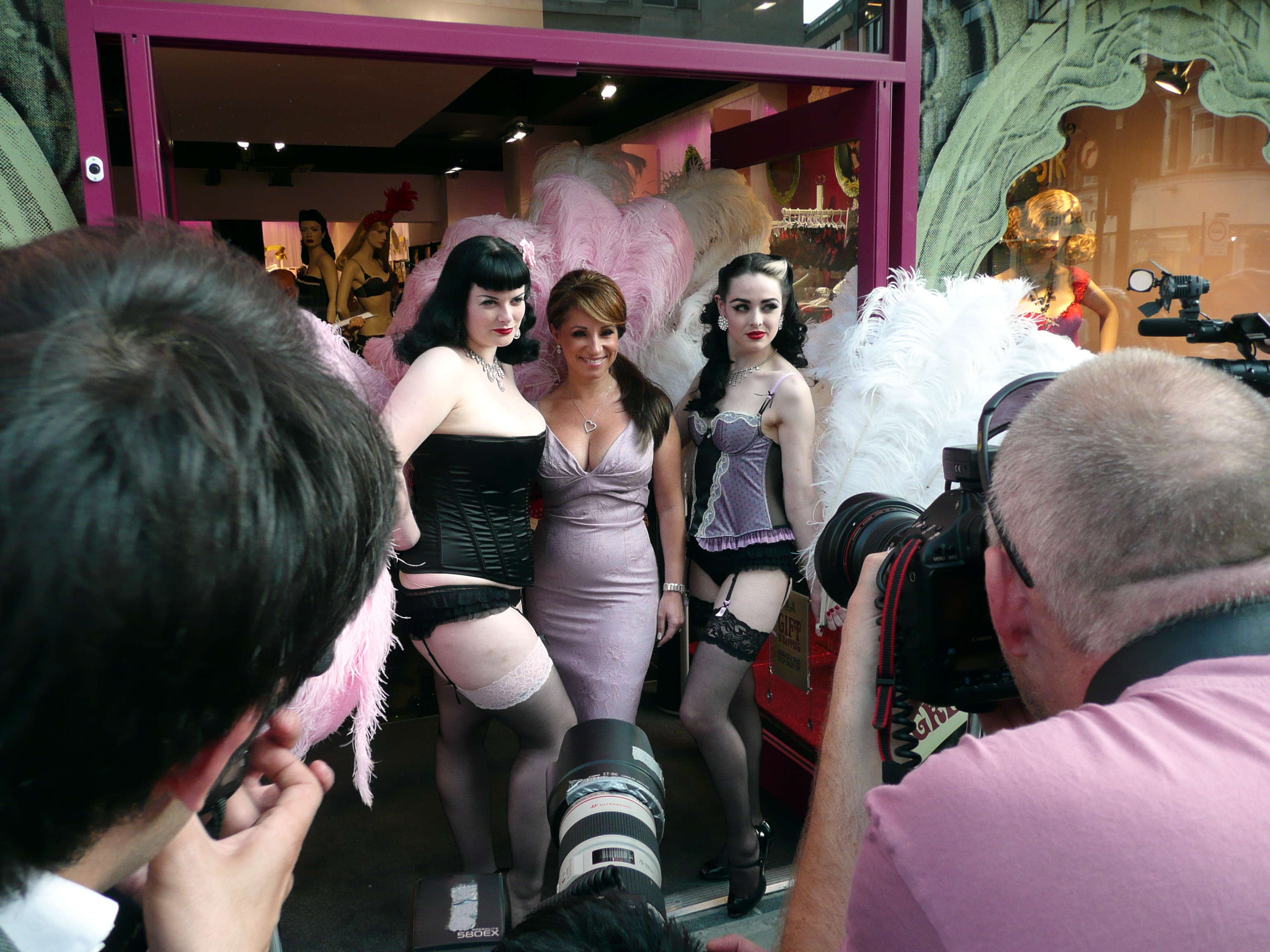
ژاکلین گلد و دو مدل در یک عکس عکاسی گزینشی در لندن

عکاسی گزینشی (به انگلیسی: Photo shoot) یکی از انواع عکاسی است که در عکاسی مد و صنعت مد مورد استفاده قرار می‌گیرد که در یک استودیوی عکاسی، مدل برای عکاس، ژست و حالت‌های مختلف می‌گیرد تا عکاس بتواند با گرفتن عکس‌های گوناگون، از بین آنها بهترین عکس را انتخاب کند.
البته مدل همیشه یک انسان نیست و ممکن است از کالایی تصویر تهیه شود و از آن، جهت تبلیغات و چاپ در مجله‌ها، مقالات یا بروشورها استفاده شود.
برخی از نمونه‌های عکاسی گزینشی:
- مدل و سوژه شدن برای مجله‌ها، روزنامه‌ها، بیلبوردهای تبلیغاتی و مقالات.
- مانکن جهت شرکت‌های تبلیغاتی و تبلیغ یک محصول.
- مدل جهت نمایشگاه‌های طراحی مد و تبلیغات مدهای تازه.